# Otiorhynchus multipunctatus
Otiorhynchus multipunctatus — вид долгоносиков-скосарей из подсемейства Entiminae.

## Описание
Жук длиной 7,5-9 мм. Надкрылья короткие, у самок сильно вздутые на боках, вдоль бороздок с ямкообразными углублениями, покрыты серыми тонкими волосками, которые образуют мелкопятнистый рисунок. Длина 4-7-го сегмента жгутика усиков больше их толщины на вершине. Переднеспинка усыпана очень мелкими зёрнышками.

## Экология
Вредитель разных древесных и кустарниковых насаждений и полевых культур.